# Sint-Blasiuskerk (Jabbeke)

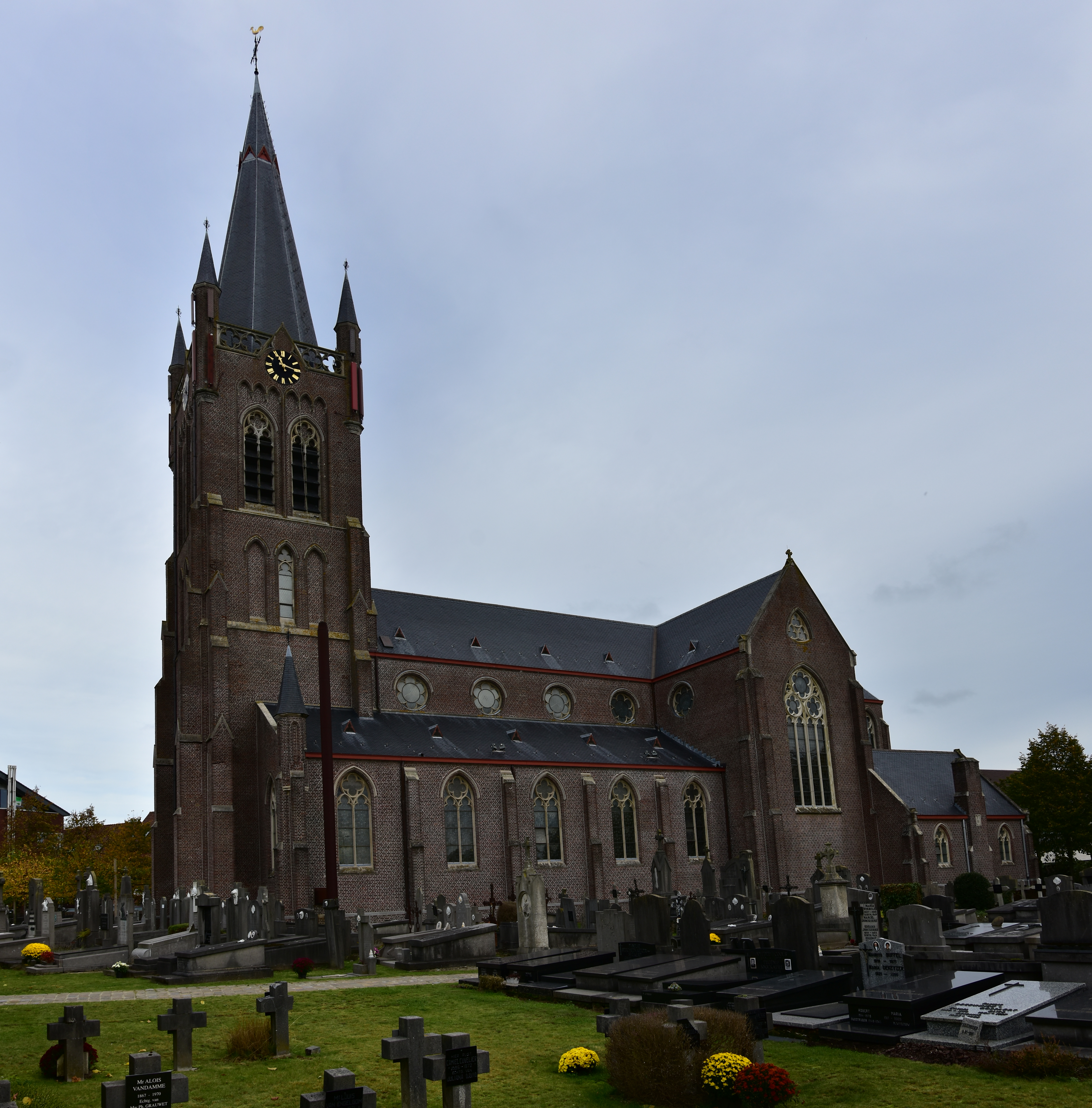
De Sint-Blasiuskerk

De Sint-Blasiuskerk is de kerk van het Belgisch dorp Jabbeke. De parochiekerk staat op de hoek van de Kapellestraat en de Dorpsstraat en is gewijd aan Heilige Blasius. Hij leefde op het eind van de derde eeuw en was bisschop van Sebaste in Armenië.
De kerk is typisch neogotisch. De driebeukige kerk is een kruiskerk met 5 traveeën, twee zijkapellen, een transept en een afgesloten koor. Zowel de midden- als de zijbeuken worden overspannen met spitsbooggewelven op bundelpijlers. De spitstoren met hoektorentjes is 61 meter hoog. De kerk is gebouwd in baksteen.

## Geschiedenis
Al in 988 was er sprake van een kerkgebouw in Jabbeke. Het zou kunnen gaan om een stenen kapel. In 1128 werd deze vervangen door een romaanse kerk, waarvan de achtkante vieringtoren en het zuidkoor nog tot 1869 bewaard bleven. In 1390 werd een gotisch hoofdkoor gebouwd en de toren verhoogd. In 1595 werd de voorkerk door brand verwoest. In de 17e eeuw volgde herstel, maar de voorkerk werd niet meer opgebouwd, zodat de voormalige vieringtoren nu het kerkportaal omvatte en als westtoren fungeerde. De kerk bleef in slechte staat: In 1720 en ook in 1768 stortte een deel van het gebouw in. Door slecht onderhoud werd in 1836 de toren opnieuw beschadigd.
In april 1869 werd besloten om de oude kerk af te breken. Op dezelfde plaats zou een nieuwe kerk worden gebouwd. In 1871 is men begonnen met de afbraak van de oude kerk. De tweede januari 1872 werden de fundamenten voor de nieuwe kerk gedolven. De toenmalige pastoor van Jabbeke, eerwaarde Slock, legde de eerste steen van de toren. De bouwwerken van de kerk gingen rap vooruit maar verliepen niet probleemloos. Zo stortte een deel van het koor in. In 1874 waren de werken voltooid. De kerk werd ingewijd door eerwaarde Faict, de toenmalige bisschop van Brugge.
Tijdens de Eerste Wereldoorlog, in 1917, werd de kerk in beslag genomen door Duitse troepen. De kerk werd omgebouwd tot veldhospitaal. In de Tweede Wereldoorlog, vanaf 1943, werd de kerktoren gebruikt als uitkijktoren door het Duitse leger. In datzelfde jaar werden de kerkklokken opgeëist door de Duitse bezetters. Pas in 1954 werden nieuwe klokken geïnstalleerd. In de jaren ’70 werden allerlei verfraaiingen uitgevoerd. In 1998 heeft een hevige storm een stuk uit de kerktoren gerukt. De brokstukken vielen op de rechter zijbeuk. In 1999 werd de kerk gerenoveerd en gerestaureerd.

## Galerij

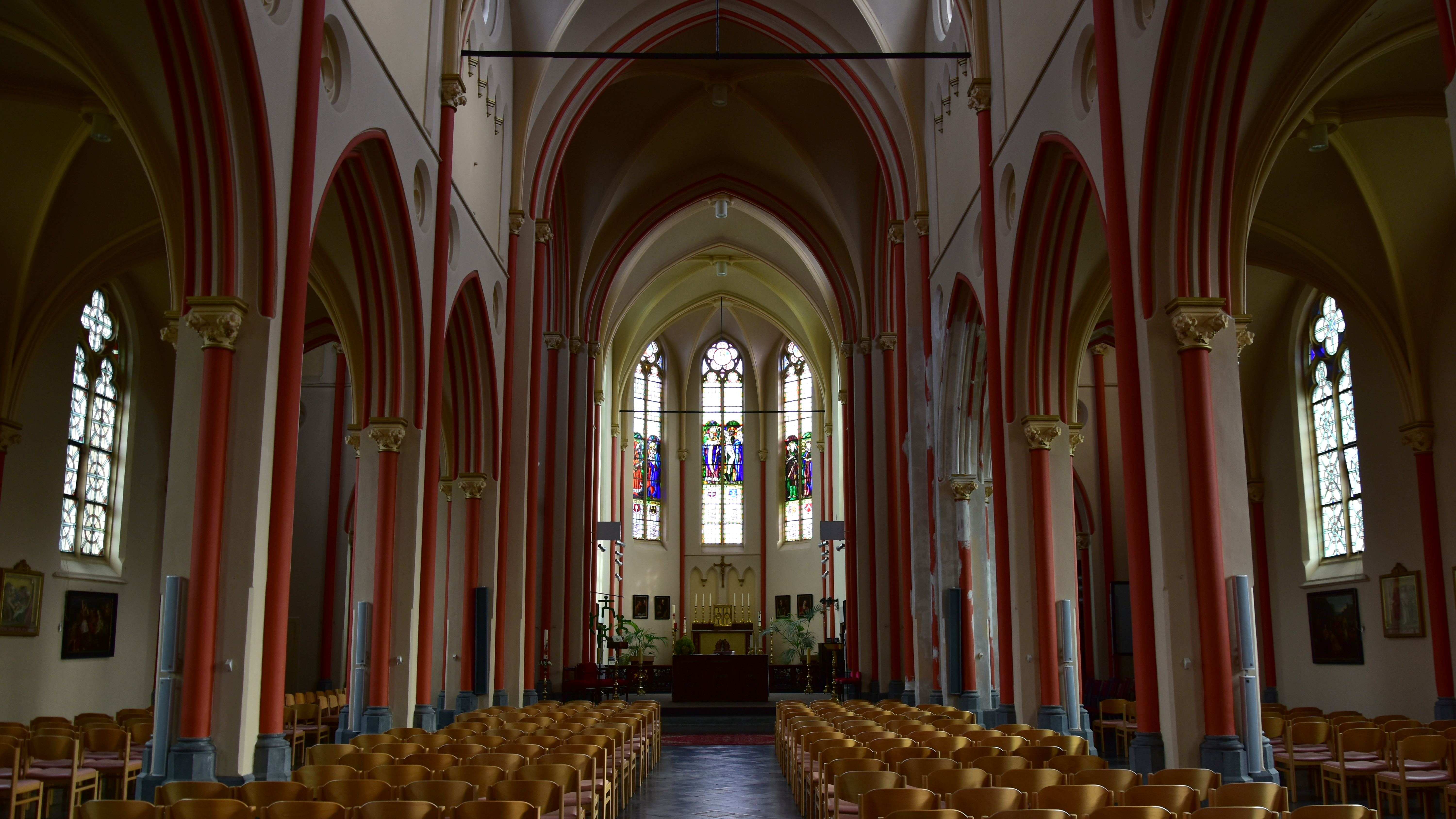
Schip en priesterkoor
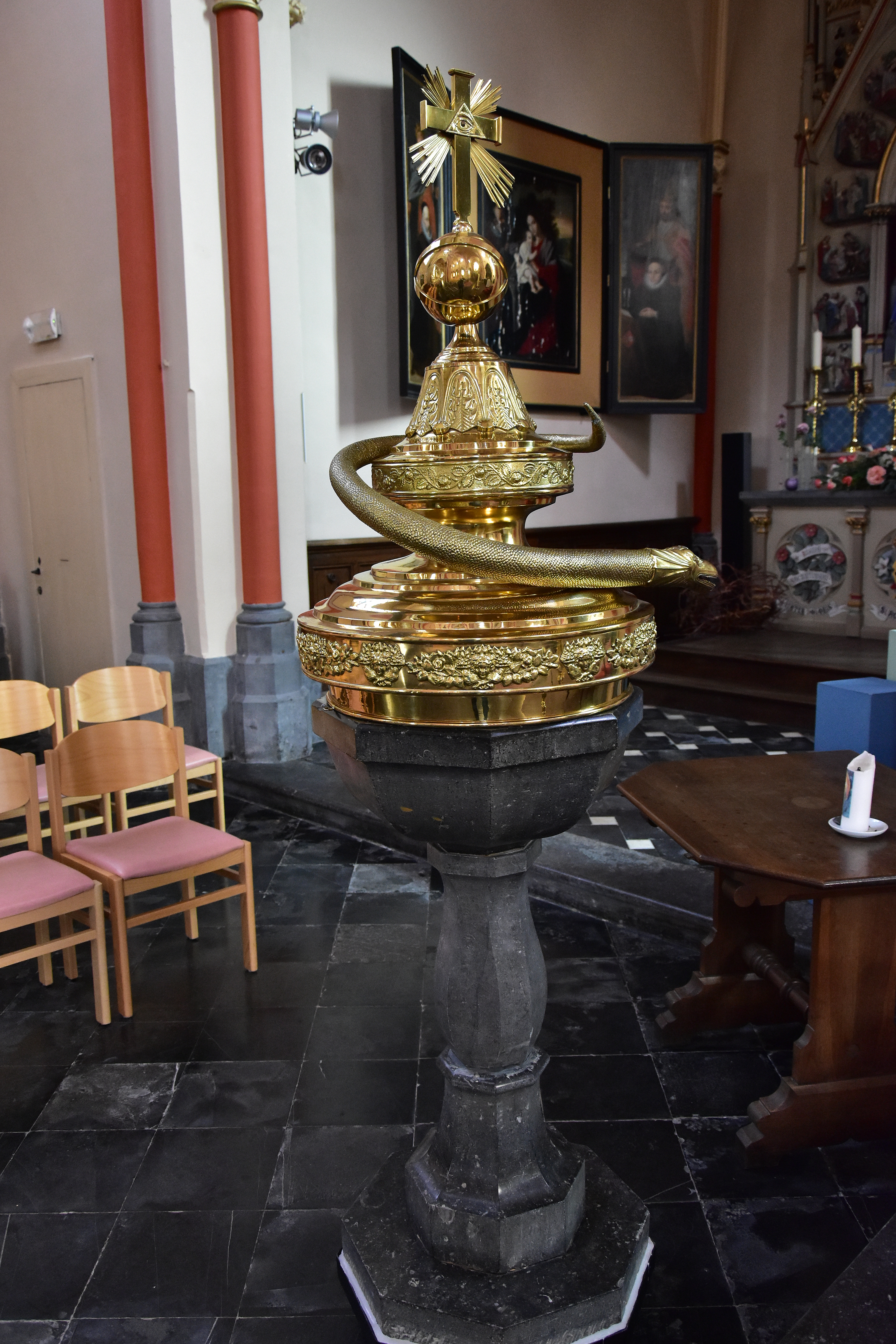
Doopvont
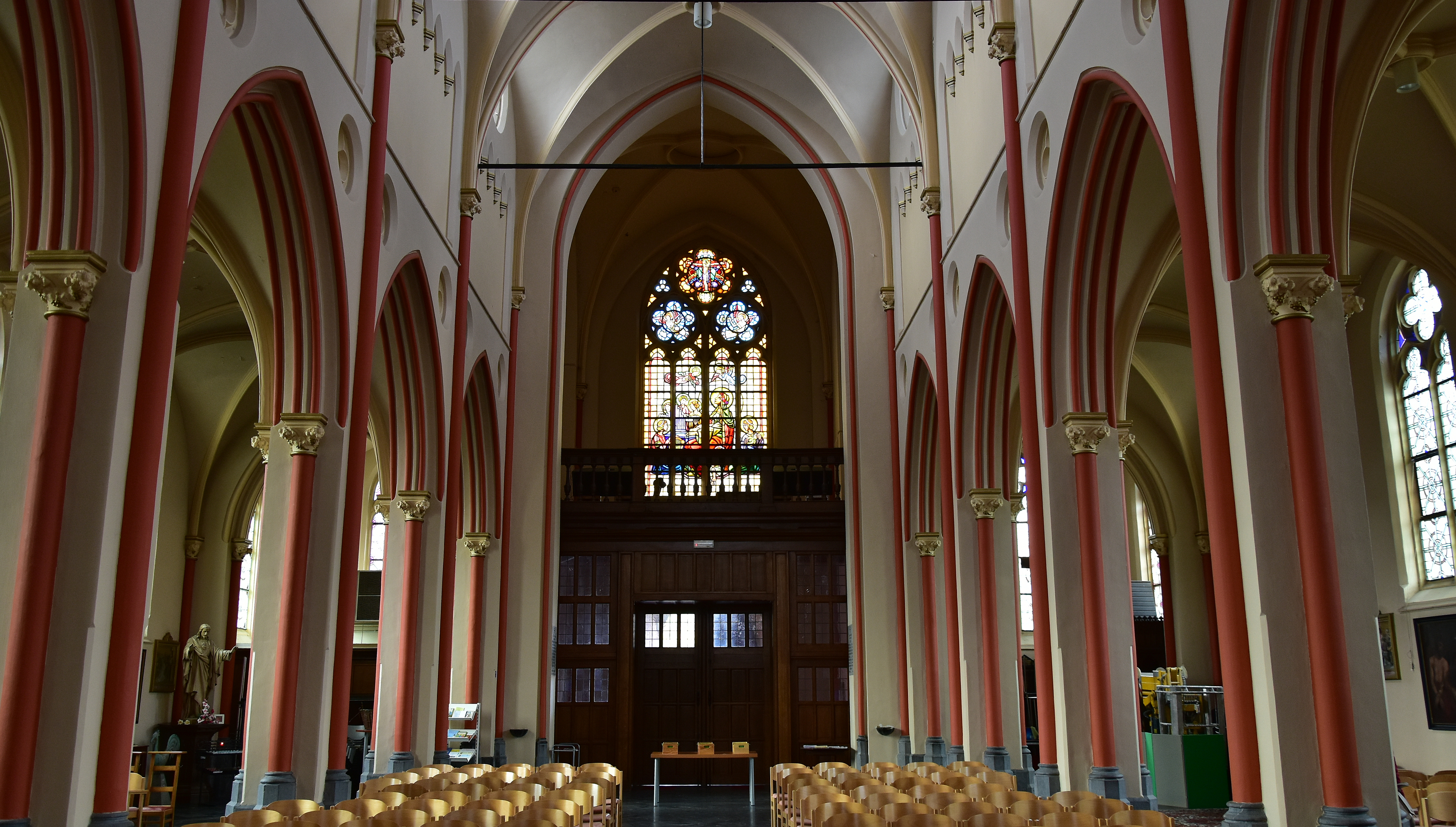
Achterzijde en oksaal
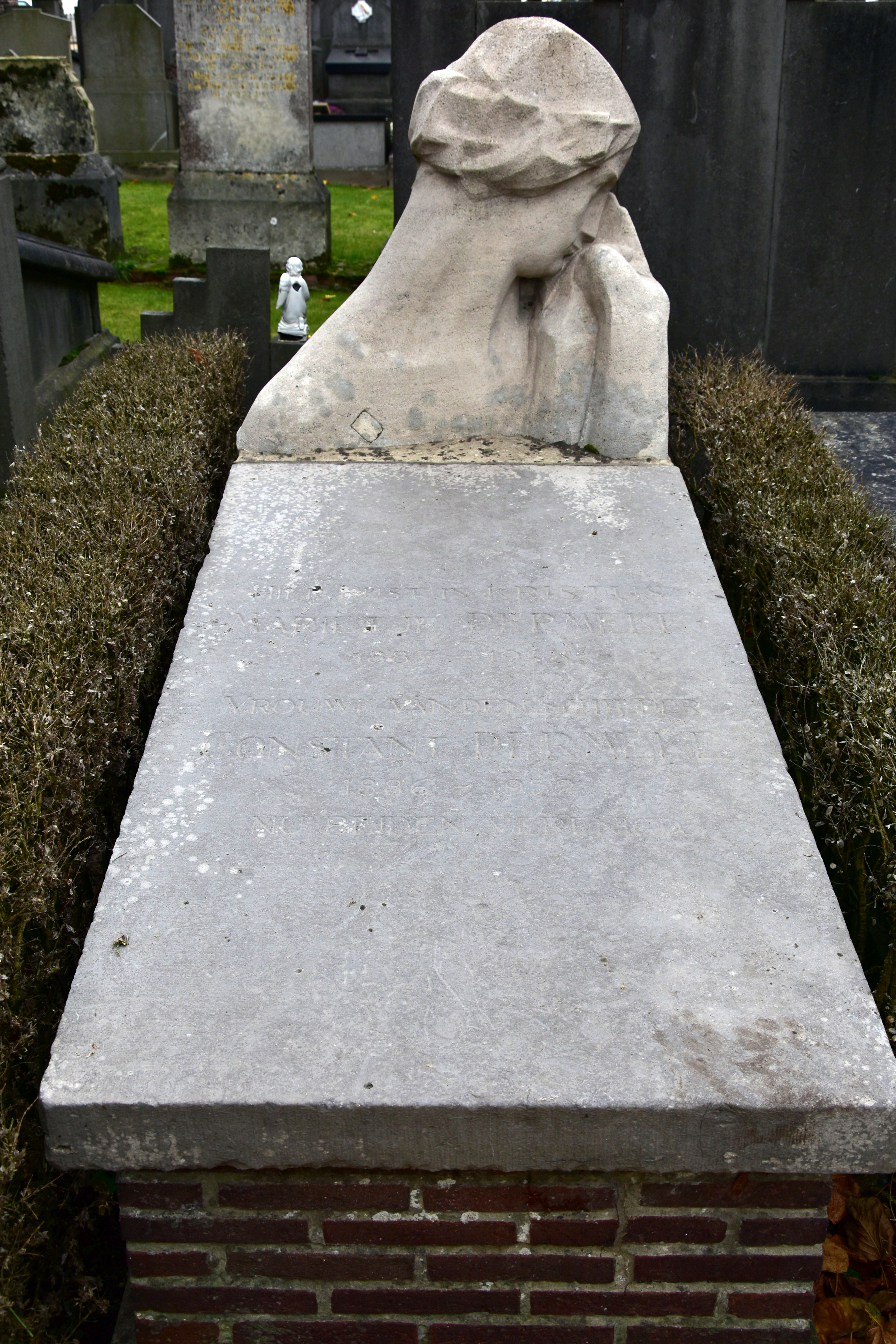
Het graf van Constant Permeke en zijn echtgenote op het kerkhof